# (19979) 1989 VJ
1989 في جاي (ويعرف أيضًا باسم (19979) 1989 في جاي وفق تسمية الكوكب الصغير) (بالإنجليزية: 1989 VJ)‏ هو كويكب ضمن حزام الكويكبات؛ وترتيبه 19979 من حيث الاكتشاف.
اكتُشف هذا الجُرم الفلكي بواسطة هيروشي موري في 2 نوفمبر 1989.

## وصلات خارجية
- (19979) 1989 VJ في قاعدة بيانات مختبر الدفع النفاث لأجرام النظام الشمسي الصغيرة

- الاكتشاف · مخطط المدار ·  العناصر المدارية · المعلمات المادية

- (19979) 1989 VJ على موقع ويكي سكاي: DSS2, SDSS, GALEX, IRAS, Hydrogen α, X-Ray, Astrophoto, Sky Map, Articles and images